# Kalme (Elva)
Kalme est une localité de la commune d'Elva, en Estonie.
Au 31 décembre 2011, il compte 102 habitants.